# Hypenula miriam
Hypenula miriam là một loài bướm đêm trong họ Noctuidae.